# Chikkahullal, Hangal
Chikkahullal là một làng thuộc tehsil Hangal, huyện Haveri, bang Karnataka, Ấn Độ.